# Mohammed Chaouch
Mohammed Chaouch (Aklim, 1966. december 12. –) marokkói válogatott labdarúgó.